# Albin Habina

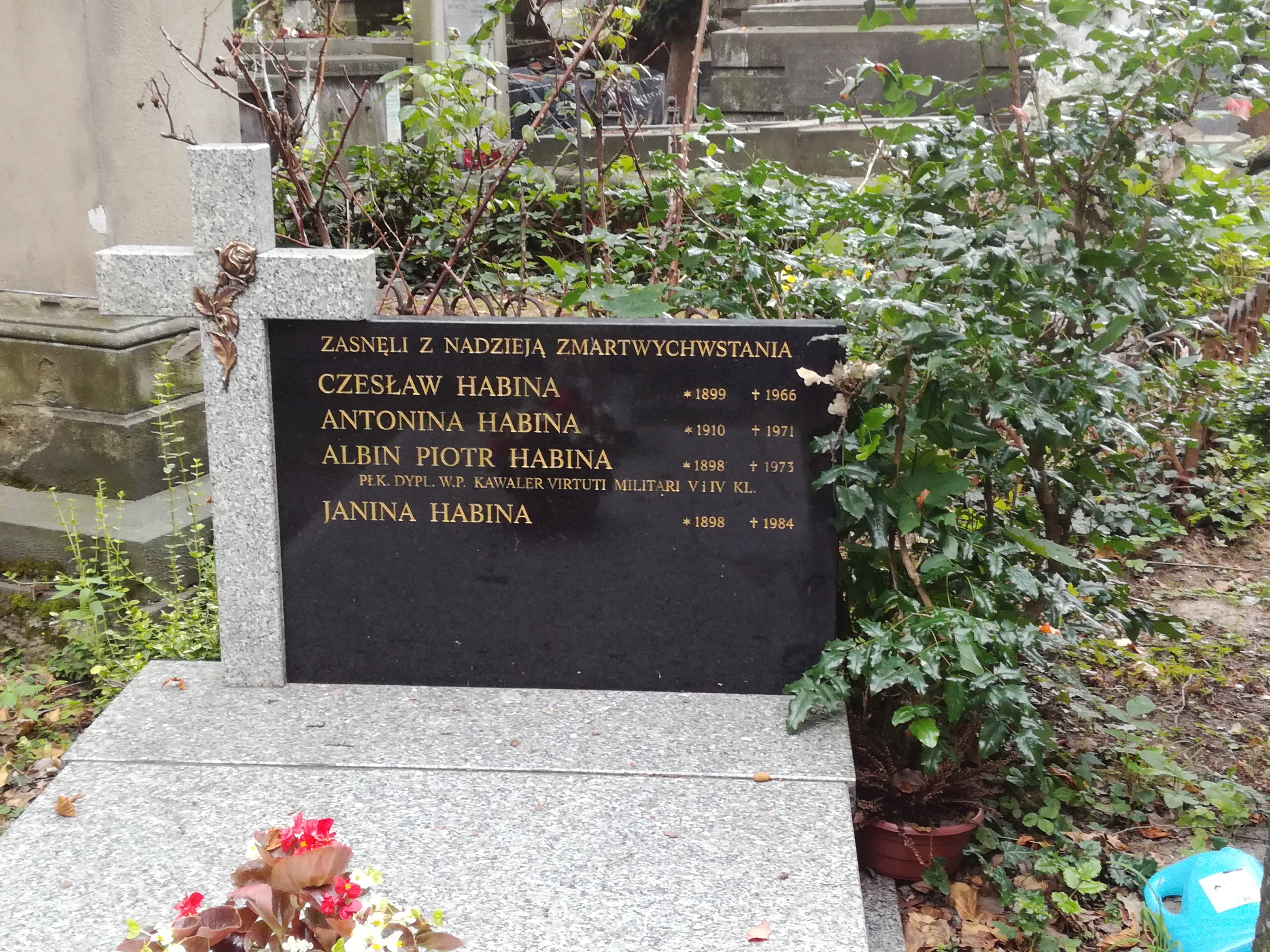
Grób płka Albina Habiny na cmentarzu Rakowickim

Albin Piotr Habina (ur. 22 lutego 1898 w Krakowie, zm. 8 kwietnia 1973 w Londynie) – pułkownik dyplomowany piechoty Wojska Polskiego, kawaler Orderu Virtuti Militari.

## Życiorys
Urodził się 22 lutego 1898 w Krakowie, w rodzinie Wojciecha i Rozalii z domu Pstrucha (1868–1925). Był młodszym bratem Serafina, ps. „Georg” (1894–1947), zecera, działacza niepodległościowego, odznaczonego Orderem Virtuti Militari nr 1614 i Krzyżem Niepodległości. W 1914 ukończył „postępem chlubnym” klasę IVb w Filii c. k. Gimnazjum św. Jacka w Krakowie.
5 października tego roku jako uczeń klasy V wstąpił do 2 pułku piechoty Legionów Polskich, lecz 8 grudnia 1914 został zwolniony z powodu małoletności kontynuował naukę w gimnazjum . 12 lutego 1917, jako uczeń klasy VII został wcielony do cesarskiej i królewskiej Armii. Po ukończeniu szkoły oficerów rezerwy w Radymnie został wcielony do c. i k. Pułku Piechoty Nr 16 i wysłany na front włoski .
W grudniu 1918 został skierowany na front w Galicji Wschodniej . Służył w 5 batalionie strzelców w Olkuszu jako chorąży. W maju 1919 razem z batalionem został wcielony do 9 pułku piechoty Legionów. W jego szeregach walczył na wojnie z bolszewikami. Był dwukrotnie ranny. Po raz pierwszy 14 maja 1919 w walkach o Chyrów został ranny w nogę odłamkiem granatu. 29 lipca 1920 wyróżnił się męstwem w obronie Łucka. 21 września w czasie bitwy o Brzostowicę został ranny po raz drugi.
Po zakończeniu działań wojennych pozostał w służbie zawodowej, w 9 pułku piechoty Legionów w Zamościu. 3 maja 1922 został zweryfikowany w stopniu porucznika ze starszeństwem z dniem 1 czerwca 1919 i 977. lokatą w korpusie oficerów piechoty, a 1 grudnia 1924 awansowany na kapitana ze starszeństwem z dniem 15 sierpnia 1924 i 423. lokatą w korpusie oficerów piechoty. W czerwcu 1927 został przydzielony z macierzystego pułku do 28 Dywizji Piechoty w Warszawie na stanowisko oficera sztabu. W grudniu 1929, po odbyciu stażu liniowego i ukończeniu kursu próbnego, został powołany do Wyższej Szkoły Wojennej w Warszawie, w charakterze słuchacza dwuletniego kursu 1929/31. Z dniem 1 września 1931, po ukończeniu kursu i otrzymaniu dyplomu naukowego oficera dyplomowanego, został przeniesiony do Departamentu Piechoty Ministerstwa Spraw Wojskowych na stanowisko kierownika referatu, a następnie szefa wydziału studiów. 17 grudnia 1931 został awansowany na majora ze starszeństwem z dniem 1 stycznia 1932 i 50. lokatą w korpusie oficerów piechoty. Od czerwca 1934 do lutego 1936 był redaktorem Przeglądu Piechoty. 23 października 1937 został przydzielony do 28 Dywizji Piechoty na stanowisko szefa sztabu . Na stopień podpułkownika został awansowany ze starszeństwem z dniem 19 marca 1938 i 65. lokatą w korpusie oficerów piechoty. Na stanowisku szefa sztabu walczył w kampanii wrześniowej. 8 września około godz. 17.00 gen. bryg. Władysław Bończa-Uzdowski opuścił swoją dywizję i wyjechał do Warszawy zabierając z sobą ppłk. Habinę. Od 16 września do końca obrony Modlina ponownie kierował pracą sztabu 28 DP. 28 września gen. bryg. Wiktor Thommée złożył mu „szczere uznanie”, jako oficerowi „pełnemu energii, samodzielności i taktu”. Po kapitulacji załogi twierdzy dostał się do niemieckiej niewoli, lecz po dwóch dniach zbiegł z obozu przejściowego w Działdowie . Przedostał się do Francji, gdzie został przydzielony do Komendy Głównej Związku Walki Zbrojnej na stanowisko szefa wydziału propagandy. W czerwcu 1940, w czasie ewakuacji do Anglii, był komendantem II rzutu KG ZWZ. W 1943 był przewodniczącym Komisji Regulaminowej Piechoty w Dunfermline.
W 1945 został mianowany pułkownikiem . W 1947 został zdemobilizowany . Pozostał na emigracji. Zmarł 8 kwietnia 1973 w Londynie. Pochowany na cmentarzu Rakowickim w Krakowie (kwatera Ydelta-płn-1).
Był żonaty, miał córkę Janinę (ur. 17 czerwca 1922 w Krakowie).

## Ordery i odznaczenia
- Krzyż Złoty Orderu Wojskowego Virtuti Militari 29 września 1939[40][41]
- Krzyż Srebrny Orderu Wojskowego Virtuti Militari nr 2737[1] – 17 maja 1921[42][43]
- Krzyż Kawalerski Orderu Odrodzenia Polski[44]
- Krzyż Walecznych[45]
- Srebrny Krzyż Zasługi – 10 listopada 1928„w uznaniu zasług, położonych na polu pracy w poszczególnych działach wojskowości”[46][47]
- Medal Pamiątkowy za Wojnę 1918–1921[7]
- Medal Dziesięciolecia Odzyskanej Niepodległości[7]
- Odznaka za Rany i Kontuzje z dwiema gwiazdkami[48]
- Państwowa Odznaka Sportowa[48]
- Odznaka 9 Pułku Piechoty Legionów
- łotewski Medal 10 Rocznicy Wojny Niepodległościowej[7]